# Heinrich von Witzleben (Oberst)
Friedrich Albert Ernst Heinrich von Witzleben (* 8. November 1761 in Angelroda; † 6. Januar 1818) war ein preußischer Oberst und Oberforstmeister.

## Leben

### Herkunft
Heinrich war Angehöriger des thüringischen Adelsgeschlechts von Witzleben. er war der jüngste, posthum geborene Sohn des preußischen Kapitäns Albrecht Ernst Heinrich von Witzleben (1717–1761) und der Albertine Christiane Charlotte von Witzleben a.d.H. Liebenstein (1727–1818). Der preußische Generalmajor Heinrich Günther von Witzleben (1755–1825) war sein älterer Bruder.

### Laufbahn
Witzleben erhielt eine Ausbildung im Forst- und Jagdwesen und wurde Jagdpage am Hof in Weimar, bevor er 1780 in das Infanterieregiment Nr. 46 der preußischen Armee eintrat. Gleichzeitig wurde er auch preußischer Jagdjunker. 1795 marschierte er im Zuge der der dritten Teilung Polens mit seinem Regiment nach Warschau. Bereits 1796 wurde er als Kapitän zum neu errichteten Füsilier-Bataillon Nr. 21 nach Heilsberg versetzt. Am 30. November 1798 erhielt er seine Beförderung zum Major und wechselte gleichzeitig zum Füsilier-Bataillon Nr. 23 nach Johannisberg. Er wurde dann im Jahre 1805 unter dem nachmaligen Generalfeldmarschall Ludwig Yorck von Wartenburg Kommandeur im Feldjägerregiment und nahm am Vierten Koalitionskrieg teil. 1807 traf er in Königsberg ein und erhielt am 25. Dezember 1808 gleichzeitig mit seiner Beförderung zum Oberst erneut das Kommando des Garde-Jäger-Bataillons. 
Am 27. Dezember 1809 erhielt Witzleben seinen Abschied und fand als Oberforstmeister in Königsberg Anstellung. Krankheitsbedingt und schwer zerrüttet durch den Verlust seines ältesten Sohnes, welcher 17-jährig in Folge einer vor Großgörschen erhaltenen Verwundung verstarb, verließ er im Sommer 1814 den preußischen Staatsdienst und zog sich mit einer Pension i. H. v. 1800 Talern nach Martinroda zurück.
Er war Mitherr auf Angelroda und Elgersburg, durch Heirat auch Erbherr auf Rohrbach.

### Familie
Witzleben vermählte sich 1795 mit Wilhelmine von Koppenfels. Aus der Ehe sind mehrere Kinder, darunter der preußische Oberst Hermann von Witzleben (1797–1876) hervorgegangen.